# Sotnia
Sotnia (ucraniano, ruso: сотня) es una tradicional unidad militar cosaca, que forma parte de un Regimiento Cosaco, que ya figura en los primeros archivos de la Sich de Zaporozhia, con el significado de "un centenar", es decir, una centuria.
Durante el servicio de los cosacos en el Ejército Imperial Ruso, el regimiento típico de caballería estaba dividido en cinco "sotnias" o escuadrones. En los Regimientos de infantería también se usaba el mismo nombre, aunque representaba una compañía de infantería. El término de Sotnia como unidad se mantuvo hasta la Revolución rusa de 1917.
Cada Sotnia contenía tres o cuatro "chotas" (en singular "chot", traducido como "cuenta", que corresponde a un pelotón). Cada "chot" estaba compuesto de tres "Riys", en ucraniano, el singular es Riy y en ruso Roy, literalmente 
"enjambre", equivalente a una sección de 10 a 12 hombres. Cada "Roy" normalmente iba equipada con una ametralladora ligera, dos o tres armas automáticas, y al menos siete fusiles.
Personal de una “sotnia” cosaca completa – al mando de un sótnik (teniente mayor); 1 jorunzhi (teniente), 2 pod-jorunzhi (alférez) y 144 hombres entre suboficiales, sargentos y cabos inclusive.